# Linux-rt
Linux-rt (où RT signifie en anglais « Real Time », littéralement « temps réel ») est une branche du noyau Linux initiée par Ingo Molnar dans le but de répondre aux contraintes d'un système temps réel.
L'application du patch officiel PREEMPT-RT sur le noyau Linux standard lui confère des fonctionnalités temps réel.
Un tel noyau est par exemple fourni en option par les distributions Debian, Ubuntu et Manjaro Linux, et est au cœur de la distribution Demudi Linux.

## Principe d'action du patch PREEMPT_RT
Ce patch a pour effet de donner au noyau Linux un comportement quasi-temps réel, tout en limitant le nombre de modifications apportées. Une partie des fonctionnalités ajoutées par Ingo Molnar ont depuis été introduites directement dans le noyau.
Il agit en rendant préemptible la majeure partie du code du noyau, et en particulier les sections critiques, les gestionnaires d'interruptions. Il modifie par ailleurs certains mécanismes pour réduire les temps de latence induits par le fonctionnement du système.
Ce patch met aussi en place un mécanisme de protection contre le problème connu sous le nom d'"inversion de priorité", par l'utilisation de sémaphore à héritage de priorité.

## Comparaison avec la concurrence
Par rapport à des extensions concurrentes du noyau Linux tels que Xenomai ou RTAI, il ne fait que modifier le fonctionnement du noyau standard sans ajouter un second noyau ou une couche de virtualisation temps réel, ce qui simplifie et allège le système résultant.
Il n'ajoute aucune interface de programmation spécifique, utilisant l'API POSIX standard, et ne requiert par là même aucune modification d'une application existante. Un programme prévu pour fonctionner sur un noyau Linux conventionnel fonctionnera donc naturellement sur linux-rt et en tirera immédiatement certains bénéfices (temps de latence réduits) sans aucune re-compilation.